# Свидницький Анатолій Патрикійович
Анатолій Патрикійович Свидницький також Анатоль Свидицький, мав прізвисько "Наталка" (13 вересня 1834, с. Маньківці, Подільська губернія — 18 липня 1871, м. Київ, Київська губернія, Російська імперія) — український письменник, фольклорист, громадський діяч, етнограф, краєзнавець Поділля, один з перших передових педагогів-демократів. Відкривач демократичних шкіл в Києві. У педагогічній діяльності просував прогресивні методи вивчення грамоти. Був одним з перших популяризаторів творів Шевченка. 

## Життєпис
Батько, Патрикій Якович (1800—1870), розпочавши службу дячком, у 1836 році одержав сан священика. Отець Патрикій любив читати книжки та зібрав чималу бібліотеку.
Мати письменника, Мотрона Лаврентіївна Ганчевська, дочка колишнього греко-католицького пароха села Попова Гребля, походила з шляхти.
У подружжя Свидницьких було чотири сини та дві дочки.

### Дитинство
Дитинство письменника минуло серед простих людей, було осяяне красою народних звичаїв і обрядів. Будь-яка робота, чи то біля печі дерли пір'я, чи плели серед хати солом'янник, перемивали посуд на лаві біля порога, чи пряли - супроводжувалися співанням пісень, оповідями казок, фантастичних історій, і хлопчик, постійно перебував у полоні незвичайних образів народної поезії.
Пізніше письменник згадував дні свого дитинства як наймиліші в житті і щиро журився, що не можна повернутися у той чарівний світ легенд, переказів, повір'їв. «Кожне словечко того часу незабутого глибоко запало мені в душу, пройшло всю мою постать, то, мабуть, і до гробу серце моє не випахається... То для мене школа правди і любові..."

### Крутянська духовна школа
У 1843 році Анатолій Свидницький вступає до Крутянської духовної школи (бурси) у сусідньому Балтському повіті. Під час навчання йому довелося витерпіти фізичні і моральні знущання з боку «вчителів-мучителів», відчути на собі жорстокість і бездушність тодішньої шкільної системи, схоластичність і безплідність богословської освіти. Атмосфера байдужості і лицемірства, що панувала в бурсі і спотворювала здорові натури вихованців, передана письменником у романі «Люборацькі!

### Семінарія
З 1851 до 1856 року навчається у Подільської духовної семінарії у Кам'янці-Подільському. Там Анатолій перебував у таких самих умовах. «Перебираючи життя прошле, - згадував письменник,-  не маю на стати і відпочити - чорно та й чорно; аж як поминеш школи - богдай би мене мати лучче була під серцем приспала, аніж мали ще маленького в монаські руки віддавати! Із'їли вони літа мої! І моє здоров'я!"
Жвавого, допитливого юнака не задовольняла семінарська освіта, в якій головна увага приділялася численним богословським предметам, а окремі природничі та гуманітарні дисципліни перебували на становищі другорядних, викладалися куцо та підпорядковувалися утилітарним церковним потребам. Формування світогляду Свидницького, який, за спогадами сучасників, відзначався життєрадістю, іронічним ставленням до життя, потягом до всього нового, незвіданого, значною мірою відбувалося всупереч теологічному спрямуванню семінарської освіти, її вузьким настановам,
Дитяча любов до пісні і музики, дозволила йому знаходити відраду в грі на скрипці, Він записує народні пісні, приказки, легенди, приглядається до селянських обрядів, цікавиться демонологією, проявляє інтерес до природничої літератури, Так у семінариста визріває намір остаточно порвати з церковною освітою. 
Історія розвитку суспільної думки в Росії свідчить, що така світоглядна еволюція була характерною для багатьох вихованців духовних шкіл. Переоцінка цінностей зумовлювалася загостренням класової боротьби в країні, участю передової інтелігенції в пошуках нових шляхів визволення народу. В середині 50-х років ХІХ ст. феодально-кріпосницька система в Росії зайшла в смугу глибокої кризи. В країні склалася революційна ситуація, що характеризувалася, з одного боку, неможливістю для гнобительських класів зберегти у незмінному- вигляді своє панування, а з другого -- піднесенням «активності мас, які в «мирну» епоху дають себе грабувати спокійно, а в бурхливі часи приводяться, як усією обстановкою кризи, так і самими «верхами», до самостійного історичного виступу» !.
Антикріпосницькі виступи селянства, відстоювання М. Чернишевським і М. Добролюбовим програми революційно-демократичних перетворень у росії, нищівна гострота публіцистичних виступів О. Герцена на шпальтах «Колокола», полум'яний пафос поезії Т. Шевченка, розповсюджуваної в рукописах, визначали духовну атмосферу в країні. Все ще сприяло тому, що за рік до закінчення курсу навчання Свидницький, всупереч волі батька, залишає семінарію.

### Київський університет
У 1857 році вступає на медичний факультет Київського університету. Згодом перевівся на історико-філологічний факультет, котрий через матеріальну скруту не закінчив.
З перших днів перебування в Києві Свидницький зіткнувся з складними матеріально-побутовими труднощами. Батько позбавив його будь-якої підтримки, і студентові довелося бідувати, дуже часто перебиватися з хліба на воду. Репетиторство не завжди рятувало його від напівголодного існування, бо ці підробітки були, як правило, випадковими й короткочасними. З його листів (до піклувальника Київського навчального округу М. І. Пирогова, від 15 вересня 1860 року) Свидницький якийсь час мешкав на Подолі на вулиці Хорива, наймаючи малесеньку кімнатку, в якій стояли тапчан та столик, а на печі лежали два мішки з сухарями, що не раз виручали студента. 
Свидницький не втрачав властивого йому оптимізму. В університеті він став душею невеликого, дружного товариського кола. Спочатку юнаків об'єднувала любов до народної пісні, і з цим «співочим товариством» Свидницький відвідував вечірки в духовній академії, на яких виконувалися пісні різних слов'янських народів. За любов до пісні і скрипки, за щиру душевність, доброзичливість, усміхненість і лагідність, які надавали обличчю юнака  жіночності, приятелі прозвали його «Наталкою».
Починає писати, створювати низку високопатріотичних поетичних творів, до яких сам писав музику. Одним із таких творів був вірш «В полі доля стояла», спрямований проти кріпосництва.

### Громадська діяльність
Серед інших інтересів у Свидницького є глибоке зацікавлення суспільною обстановкою, зокрема тією боротьбою, яка велася навколо селянського питання, Ще були часи небувалого пожвавлення студентського громадського життя, зокрема в 1856 - 1857 рр. розгортається діяльність таємного політичного товариства студентів спочатку у Харківському, а потім у Київському університетах. Під впливом класової боротьби селянства та агітаційної діяльності революційних демократів це товариство, організоване Я. Бекманом, М. Муравським, Пп. Завадським, ставило своїм завданням поширювати революційні ідеї та освіту в народі, піднімати маси на боротьбу проти кріпосницької неволі.
Анатолій Свидницький розпочав громадську працю як член таємного Харківсько-Київського студентського товариства, яке ставило своїм завданням боротьбу з царським режимом, ширило заборонену літературу, домагалося заснування недільних шкіл тощо. Був знайомий з деякими членами товариства, з П. Єфименком, О. Тищинським, брав участь у громадських починаннях, які здійснювалися з їхньої ініціативи, 
Восени 1859 р. він був серед студентів-ініціаторів, які організували в Києві дві недільні школи. Праця в цих школах мала цілеспрямований демократичний характер (цей момент відзначається у поліційних документах, пов'язаних з розгромом студентського товариства на початку 1860 р). Належність Свидницького до того кола студентської молоді, позначилася на його світоглядних позиціях, на ідейно-художньому спрямуванні написаних ним у цей час віршів.

### Вчителювання уМиргороді(1860—1862)
Восени 1860 р. Свидницький складає іспити на звання вчителя російської словесності. Так вирішив  у зв'язку з масовими попередженнями про несплату грошей за навчання. Йому передувало неминуче виключення з університету. 
З екзамену було видно, що він виявив відмінні знання з мови і методики, викладання, прочитав пробну лекцію з синтаксису, яка відзначалася ясністю викладу і точністю формулювань. Тоді Свидницький одержав призначення до Миргородського повітового училища. 
Перше знайомство з Миргородом для Свидницького було не радісним: після Києва, де залишилося стільки друзів, тут відчув самотність. Залишалось одне: повністю віддатися педагогічній праці. Крім занять в училищі, Свидницький працює у відкритій з його ініціативи недільній школі, пропагуючи прогресивний звуковий метод навчання грамоти, використовуючи у викладанні українську мову, знайомлячи своїх слухачів з українською літературою, зокрема з поезією Т. Шевченка.
Свидницький був одним з перших дослідників діяльності поета-революціонера, популяризатором його творчості на літературних вечорах, спеціально організовуваних для широкої громадськості. Він зібрав матеріали про перебування Шевченка на Миргородщині. Винаймав квартиру саме в тому будиночку, де в 1845 тимчасово зупинявся Т. Шевченко, і страшенно тішився цим.
Працюючи у недільній школі, Свидницького дошкуляла відсутність спеціальних підручників і посібників, тому збирається за прикладом інших громадських діячів прикласти руки і до цієї справи. Однією з робіт є розвідка «Вимова наша українська і потреби нашого орфографовання», яка була надіслана до журналу «Основа», але з невідомих причин не надрукована і втрачена.
Відкрив у Миргороді громадську бібліотеку. Досліджує методичні питання, які добре відображені в соціальному романі «Люборацькі».

### Етнографія
На основі юнацьких спостережень пише фольк, етнографічні нариси «Злий дух», «Відьми, чарівниці й опирі, чи то примхи і примхливі оповідання люду українського», «Великдень подолян», створює три оповідання - «Проти сили не попреш; з чим родився, з тим і вмреш», «Недоколисана» та «Іван Доробало». 

### Чиновництво в Козельці  (1862—1869)
Спад селянського руху й органічно пов'язаний з цим процесом ступ урядової реакції, що особливо посилився влітку 1862 р., зокрема арешти М. Чернишевського і Д. Писарєва, заборона прогресивних періодичних видань («Современник», «Русское слово»), закриття недільних шкіл, посилення цензурних утисків, вносять розгубленість і деморалізацію в певні кола різночинної інтелігенції. Київські громадівці відверто відмежовуються від революційної діяльності, заявивши про свою мирну культурно-освітницьку працю. 

У цих складних умовах, щоб не потрапити до списку «неблагонадійних осіб», Свидницький залишає Миргород (червень 1862 р.). У його світогляді стають помітними зміни: замість гострого осуду кріпосницького ладу, мрій про революційне оновлення дійсності, він тепер покладає надії на поліпшення соціальних умов життя через поширення освіти в народних масах. М. Є. Сиваченко зазначав, що в умовах репресій і переполоху в середовищі демократичної інтелігенції Свидницький хоч і не втратив віри в народ, проте теж потрапив у полон просвітительських ілюзій, 
«Така порівняно швидка зміна суспільно-політичних поглядів Свидницького лише говорить за те, що його колишня революційність великою мірою мала стихійний характер, не випливала з чітких світоглядних позицій, що йому не зовсім ясні були перспективи народної боротьби і демократичного руху взагалі».
За допомогою знайомих Свидницькому вдалося влаштуватися акцизному відомстві у містечку Козельці на Чернігівщині. Працював у Козелецькому повітовому земстві, котре розміщувалося в Будинку полкової канцелярії. Матеріально він був забезпечений краще, ніж у Миргороді, проте
служба пригнічувала морально, «Акцизником не видержу: лають сіпакою, і таки погано в чужім дворі хазяйнувати", - писав він у серпні  1862 року у листі до П. Єфименка. відцуравшись всього, можна жити спокійно і затишно, а такому як я, що робив та читав би, це місце не годиться...».
Життя в глухому закутку пригнічувало Свидницького. Шукав розради в улюблених заняттях. Для самоосвіти підібрав праці з історії, юриспруденції, філософії, мріючи скласти екзамен з права Ї змінити службу. Задумує підготувати популярний підручник з граматики української мови. Взагалі прагнув зробити що-небудь корисне для народу, щоб не пропали марно молоді літа, щоб не опуститись «в сім закутку».
У 1862 році завершує написанню другої частини роману «Люборацькі». Одразу був надісланий до журналу "Основа", але не був опублікований через припинення існування видавництва, а через рік, 1863 р. циркуляром міністра внутрішніх справ Валуєва взагалі було заборонено друкування книжок українською мовою, що викликало у Свидницького, як і в інших літераторів 60-х років, тривалу творчу паузу. 

### Особисте життя
1863 одружується з дочкою козелецького лікаря — Оленою Величківською. Називав дружину - людиною обмеженою, яка не розуміла духовних устремлінь чоловіка, ставилася з настороженістю, недоброзичливістю до його занять. Розчарований і зневірений, Свидницький все частіше шукає розради в чарці, що й стає, зрештою, причиною зільнення з посади у 1868 р.
У червні 1868 через алкоголізм Свидницького переводять на позаштатну роботу. 
28 березня 1869 виходить у відставку і переїжджає до Києва. Влаштовується на посаду помічника завідувача архіву Київського університету, де фактично виконує обов'язки вченого архіваріуса і за час 1869—1871 науково описав багато архівних матеріалів. Ця робота видана посмертно у 1879 році правлінням університету.
Треба було утримувати родину, в якій було троє маленьких дітей, і Свидницький гарячково шукає хоч якоїсь посади у Києві та Одесі. В цей час він публікує в газеті «Одесский вестник» кілька нарисів. У травні 1869 р. йому вдалося влаштуватися на посаду помічника завідуючого Київським центральним архівом. Тут відновлюються деякі давнішні зв'язки. Свидницький передає свої фольклорні записи П. Чубинському та І. Рудченку, друкує в газеті «Киевлянин» ряд оповідань і нарисів, написаних російською мовою.
У вересні 1870 виїжджає до Кам'янця-Подільського у пошуках кращої роботи, але безрезультатно.

### Смерть і поховання
30 (18) липня 1871 р. у місті Києві письменник помирає. Поховано його в Києві, але на сьогодні могила загубилася. Похорон відбувся тихо, непомітно, на смерть письменника не відгукнулася жодна газета. Такий життєвий фінал різночинця був типовим для глухого лихоліття 60--70-х років ХІХ ст.

## Літературна діяльність
Літературну діяльність Свидницький розпочав ще під час навчання в університеті. Наділений від природи гарним голосом, добре знаючи народні пісні, особливо подільські, він не тільки любив їх співати з товаришами на студентських вечірках, а й під їх безпосереднім впливом почав складати власні поетичні твори виразно пісенного характеру. Сам автор і не думав про те, що ці вірші колись будуть надруковані, адже ж писав їх для своїх приятелів. Можливість вільно висловлювати думки, можливість писати для себе, для своїх ідейних однодумців зробила пісні Свидницького пам'ятками у часи і настрої суспільства у 1861-1863 роки. 
Окремі поезії Свидницького, до яких, сам автор підібрав мелодію, не тільки були відомі в списках, а й поширилися як пісні. Такі поезії, як «Україно, мати наша..», «В полі доля стояла..», «Росте долом березина..», «Коли хочеш нам добра.,», були злободенним відгуком інтелігента-різночинця на соціальні запити дня.
Породжені наростанням боротьби проти кріпосництва вірші Свидницького входили в річище демократичної літератури і публіцистики, яка в умовах другої половини 50-х роках стала передовою суспільною трибуною. На творах автора помітний вплив Шевченкової поезії, вплив якого був подібний до поетів цього часу. Персоніфікований образ рідної землі, що стогнала під соціальним і національним гнітом, виник у Свидницького за аналогією з образом України Шевченка. Те саме відбувається з ритмічними ходами, інтонацією, характером тропів в поезії "Україно, мати наша...". На образності вірша відчутна також залежність від народної пісні.
Широкої популярності набула поезія «В полі доля стояла..», з антикріпосницьким та антицарським мотивом.  Із закликом до уярмлених селян не чекати волі з чиїхось рук, а визволятися самим. 
У вірші «Росте долом березина..», в якому чітко виявлено ставлення Свидницького до кріпосницького характеру «дарованої» царем «волі». Не «своя нива -море», а гіркий смуток обдурених -- така доля селянина; тому й «озвалася неволенька, що з волі не рада». Пісня передає настрій обуреної, розгніваної маси, готової змочити кров'ю землю, але здобути людські права. Символіка вірша  прозора: пани обчухрали березину на різки, якими запроваджують «волю» для непокірних селян. Пізніше ця тема знайшла втілення в прозі Панаса Мирного («Хіба ревуть воли, як ясла повні»),
Як і в інших народів, в Україні однією з характерних закономірностей розвитку ранньої прози став процес трансформації фольклорних жанрів у суто літературні види. У його романі «Люборацькі» важливе місце належить його діяльності в галузі етнографії і фольклористики, яка сприяла переходу молодого автора від спроб у жанрі ліричного вірша до епічних форм. У фольклорно-етнографічних нарисах Свидницького відчутна рука белетриста, який тонко і влучно володіє художнім словом.
Фольклористична праця «Злий дух», надіслана в 1860 р. до журналу «Основа», була одна з перших наукових розвідок Свидницького. Тут були зібрані народні вірування про диявола -- злого духа, який, за народним переконанням, хоч і брав разом з богом участь у створенні світу й людей, проте був ворожим людині і штовхав її на негідні вчинки. Приземлення біблійних персонажів, яскраво виявлений дуалізм, критицизм у ставленні до офіційної релігії, церкви та її служителів - ці характерні риси зібраних дослідником матеріалів засвідчують також і ставлення його самого до сутності народної демонології. Свидницький, як і його земляк С. Руданський, вважав, що вільне трактування селянином питань створення світу, походження людини є однією з особливостей української міфології.
Нарис «Відьми, чарівниці й опирі..» є не тільки описом забобонних вірувань неписьменних селян про різні фантастичні їстоти і свідченням віри у чудодійну силу ворожбитів, чарівників, знахарів, а й осудженням забобонних звичаїв, висміюванням їх носіїв. Такий аспект розвідки ще раз засвідчує матеріалістичну сутність світоглядних позицій дослідника. Звертає увагу майстерність Свидницького в белетристичному оформленні легендарних історій: окремі з них є своєрідними побутовими етюдами, в яких розгортається цікавий сюжет, постають чітко окреслені образи, звучить напружений діалог, всіма барвами сяє дотепне народне слово.
Під час учителювання в Миргороді Свидницьким було написане дослідження «Великдень у подолян». Імпульсом до створення цієї розвідки був вихід у світ твору фольклориста К. Шейковського «Бит подолян» (1859). У центрі уваги Свидницького - опис народної обрядовості, пов'язаної з весняним християнським святом. Праця, написана на основі дитячих і юнацьких вражень, відзначається багатством і яскравістю фактичного матеріалу, тонкістю і глибиною спостережень автора.
З розвідки постає образ подільського селянина середини ХІХ ст., щоденне життя якого було органічно пов'язане з найрізноманітнішими віруваннями, які часто своїм корінням сягали ще в язичницькі часи. Чимало оповідань, переказів, легенд, навіть молитов, які побутували в селянському середовищі, характеризувалися вільністю в трактуванні релігійних догм, несли в собі виразний відбиток стихійного. матеріалістичного світосприймання селянина, а окремі з них, по суті, мали антирелігійну спрямованість. Тут також впадає в око художнє опрацювання фольклорно-етнографічного матеріалу, белетристичний виклад багатьох характерних епізодів з життя подільських селян. Хоч розвідка написана російською мовою, в ній часто і природно звучить українська мова, наснажена прислів'ями, приказками, фразеологічними виразами. Автор широко використовує діалог, наводить пісенні ремінісценції, вдається до ліричних і публіцистичних відступів.
Такий підхід до опрацювання фольклорних матеріалів природно підвів Свидницького до створення на основі народних сюжетів оповідань «Проти сили не попреш: з чим родився, з тим і вмреш», «Недоколисана» та «Іван Доробало». В основі оповідання «Недоколисана» лежить українська побутова казка-новела на відому в багатьох народів тему приборкання непокірної жінки, причому Свидницький збагатив світовий сюжет соціальним мотивом про взаємини гнобителів і пригноблених, наголосивши на необхідності перевиховання норовистої поміщиці. Народне прислів'я «Проти сили не попреш; з чим родився, з тим і вмреш», обране автором як назва іншого твору, якнайкраще передає ту істину, що панську натуру не переробиш. Така ідея випливала з конкретних фактів реального життя, що дає можливість відділити казковий мотив першого твору від соціальної основи другого оповідання. Фольклорний мотив про вперту жінку ліг в основу й оповідання «Іван Доробало». Темою і способом опрацювання ці твори близькі до оповідання О. Стороженка «Вчи лінивого не молотом, а голодом».
Однак на відміну від асоціальних обробок народних сюжетів, властивих О, Стороженкові, Свидницький акцентує на життєвості змальованих випадків, висвітлює їх з позицій передової демократичної інтелігенції, яка намагалася використати всі засоби для поширення в народі волелюбних ідей, для прискорення давно очікуваного визволення закріпаченого селянства. Власне, Свидницький і тут ідейно близький до революційно-демократичного напряму в українській літературі, представленого насамреред Т, Шевченком і Марком Вовчком.

Твори Свидницького доводять, що рання українська проза продовжувала розвиватися під могутнім впливом фольклору, що письменники вдавалися, зокрема, до літературної обробки уснопоетичних творів. Оповідання Свидницького засвідчують, що практика олітературення народних сюжетів була ще живою, хоч водночас помітні і перші, правда, дуже несміливі, спроби вирватися з обіймів уснопоетичної традиції.

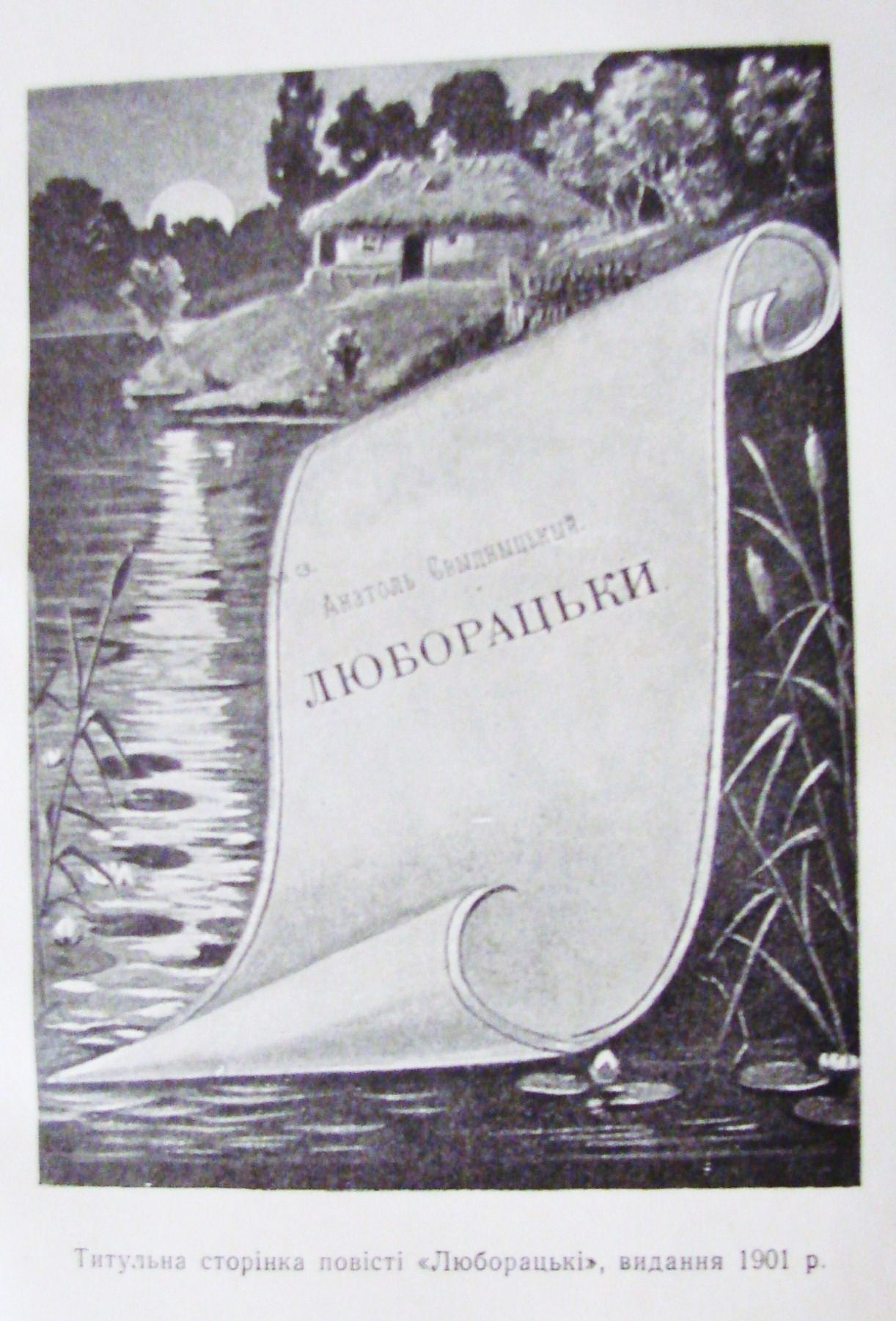
Палітурка книги зібрання творів Анатолія Свидницького, 1958 р.

## Творчість

Титульна сторінка книги зібрання творів Анатолія Свидницького, 1958 рік

За життя надрукував лише вірш «Горлиця» (1860), інші твори опублікував у 1901 Іван Франко в ЛНВ: «Коли хочеш нам добра», «Україно, мати наша», «В полі доля стояла», «Вже більш літ двісті», остання, написана під впливом Т. Шевченка, дійшла до нашого часу як популярна народна пісня; у ній Анатолій Свидницький засуджує діяльність Б. Хмельницького і Переяславську угоду 1654.
З низки етнографічних статей такі як: «Злий дух», «Відьми, чарівниці й опирі, чи то примхи і примхливі оповідання люду українського», написаних Анатолієм Свидницьким у 1860-62 роках, надрукована лише «Великдень у подолян» і статті, спрямовані проти сваволі царської адміністрації «Из Миргорода» (обидві в «Основі», 1861). По закритті «Основи», коли не стало жодного українського журналу, Свидницький опублікував російською мовою низку нарисів й оповідань у газеті «Киевлянин» (згодом перекладені українською Сергієм Будою).
Письменник створив три оповідання - «Проти сили не попреш; з чим родився, з тим і вмреш», «Недоколисана» та «Іван Доробало». 
Головний твір Свидницького — роман «Люборацькі» (написаний у 1861—1862 роках, вперше надрукований у львівському журналі «Зоря» у 1886 році. Однак там були пропуски і довільні переробки окремих розділів, у зв'язку з реалістичністю картин з життя духівництва, які галицька редакція не могла прийняти. У 1901 році, у Києві, роман з'явився за списком, який на початку зробили студенти Свидницького). 
Це хроніка (значною мірою автобіографічна) занепаду священичого роду Люборацьких у трьох поколіннях, на реалістично відтвореному тлі панування польських панів на Поділлі, утисків царського режиму і ворожого українству офіційного православ'я. Широке тематичне полотно твору дало підставу Івану Франкові назвати його «першим реалістичним романом на побутовому тлі». 
Як змістом, так і мистецькою формою роман «Люборацькі» — своєрідна ланка між прозою Григорія Квітки-Основ'яненка, Марка Вовчка та інших з одного боку — і пізнішою реалістично-побутовою епічною прозою Івана Нечуя-Левицького і Панаса Мирного — з другого. Але на сучасну Свидницькому літературу роман впливу не мав, оскільки був опублікований по смерті автора.
Микола Зеров так охарактеризував внесок Анатолія Свидницького:

| В лавах української літератури, взагалі не бідних на всякого роду невдах, Анатоль Свидницький невдаха найбільший і найтиповіший. Ніхто-бо — навіть сам бурлака-поет Манжура — не вражає нас такою гострою невідповідністю великої природної обдарованості та злощасної літературної долі. Манжура все-таки за життя діждався друкованого збірника поезій, виданого дбайливою рукою Потебні; Манжуру все-таки по смерті спогадано низкою некроложних заміток та статей,— тут же «чоловік, що мав від природи великі духові сили і неабиякий до письменства хист... віддав Богу дух, як той класичний чумак серед відлюдного степу. Не знаємо, де навіть могила того талановитого, але безталанного письменника. |
Сучасний літературознавець Оксана Забужко відзначила роль несправедливо забутого батька українського роману Анатолія Свидницького:

| ...про те, що наступного року гряде ювілей, який усі культурні нації святкують у себе на державному рівні — 150 років українського роману (саме в 1861 р. вийшли «Люборацькі» Анатоля Свидницького), взагалі ніхто не згадує![6] |

## Вшанування пам'яті
На пошану Анатолю Свидницького названо вулиці у Вінниці, Львові, Миргороді, Тульчині.
Місцем поховання є Київ, однак точна локація поки невідома.

## Видання
- Свидницький А.[П.] Люборацькі: Сімейна хроніка. – К.; Ляйпціг: Укр. Накладня; Коломия: Галицька накладня, [1920]. – 303 с.
- Свидницький А. Люборадські : повість / Анатоль Свидницький ; редактор Дмитро Штикало. – Краків ; Львів : Українське Видавництво, 1944. – ХІ, 187 с. – (Бібліотека вибраних творів).
- Свидницький А. Твори. Вступна стаття В. Я. Герасименка. — Київ: Державне видавництво художньої літератури, 1958.
- Анатоль Свидницький. Люборацькі. Роман. – Харків: Фоліо, 2016 (перевидання: 2020, 2024).
- Анатоль Свидницький. Люборацькі (Сімейна хроніка). Роман. – Київ: Кондор, 2020 (перевидання: 2022, 2024).
- Анатоль Свидницький. Люборацькі. Роман. – Львів: Навчальна книга – Богдан, 2020 (перевидання: 2022, 2024).
- Анатоль Свидницький. Люборацькі. Роман. – Київ: Ще одну сторінку, 2024.